# Manuel Gregorio Tavarez
Manuel Gregorio Tavarez (San Juan, 16 de novembre de 1843 - Ponce, 1 de juliol de 1883) fou un pianista i compositor porto-riqueny.
Estudià al Conservatori de París, on aconseguí diversos premis, tornant després a la seva pàtria i donant-se conèixer avantatjada ment com a concertista i compositor.
Fou el verdader creador de la dansa porto-riquenya, podent-se considerar com a model del gènere la seva composició Margarita, que assolí gran popularitat, com d'altres moltes, celebrades no tan sols a la seva pàtria, sinó també a Espanya i a França, on aconseguí diversos premis, com la Marxa per l'emperadriu Eugènia i Cuadro musical, per les que li concediren sengles medalles d'or a París i Madrid.